# Interpretatio graeca
Interpretatio graeca et interpretatio romana sont deux locutions latines qui désignent la propension des Grecs et des Romains de l'Antiquité à assimiler les divinités des barbares à leurs propres divinités. L'interpretatio graeca/romana est surtout connue par la « fusion », voire confusion, des dieux grecs et romains. 
Ceux qui n'avaient pas d'équivalence dans la religion romaine et/ou grecque étaient souvent assimilés par les Romains. On peut citer dans ce cas par exemple Apollon, dieu grec, directement assimilé au panthéon romain, ou bien la déesse celte Épona, déesse des chevaux, adorée par les militaires romains. Chez les Égyptiens ce sont  Isis, Osiris, Anubis et Horus (sous sa forme d'Harpocrate).

## Histoire
Le mouvement a été inauguré par Hérodote au Ve siècle av. J.-C., qui compare les dieux égyptiens et les dieux grecs. Le terme interpretatio romana a été utilisé pour la première fois cinq siècles plus tard par Tacite au Ier siècle. La bonne connaissance des dieux romains permet d'en savoir un peu plus sur les dieux des autres peuples, même si parfois la comparaison est hasardeuse. 
On utilise aussi le terme d'interpretatio romana pour l'assimilation aux dieux romains, des dieux barbares, par les premiers chrétiens.

## Interpretatio Romanaexemples historiques

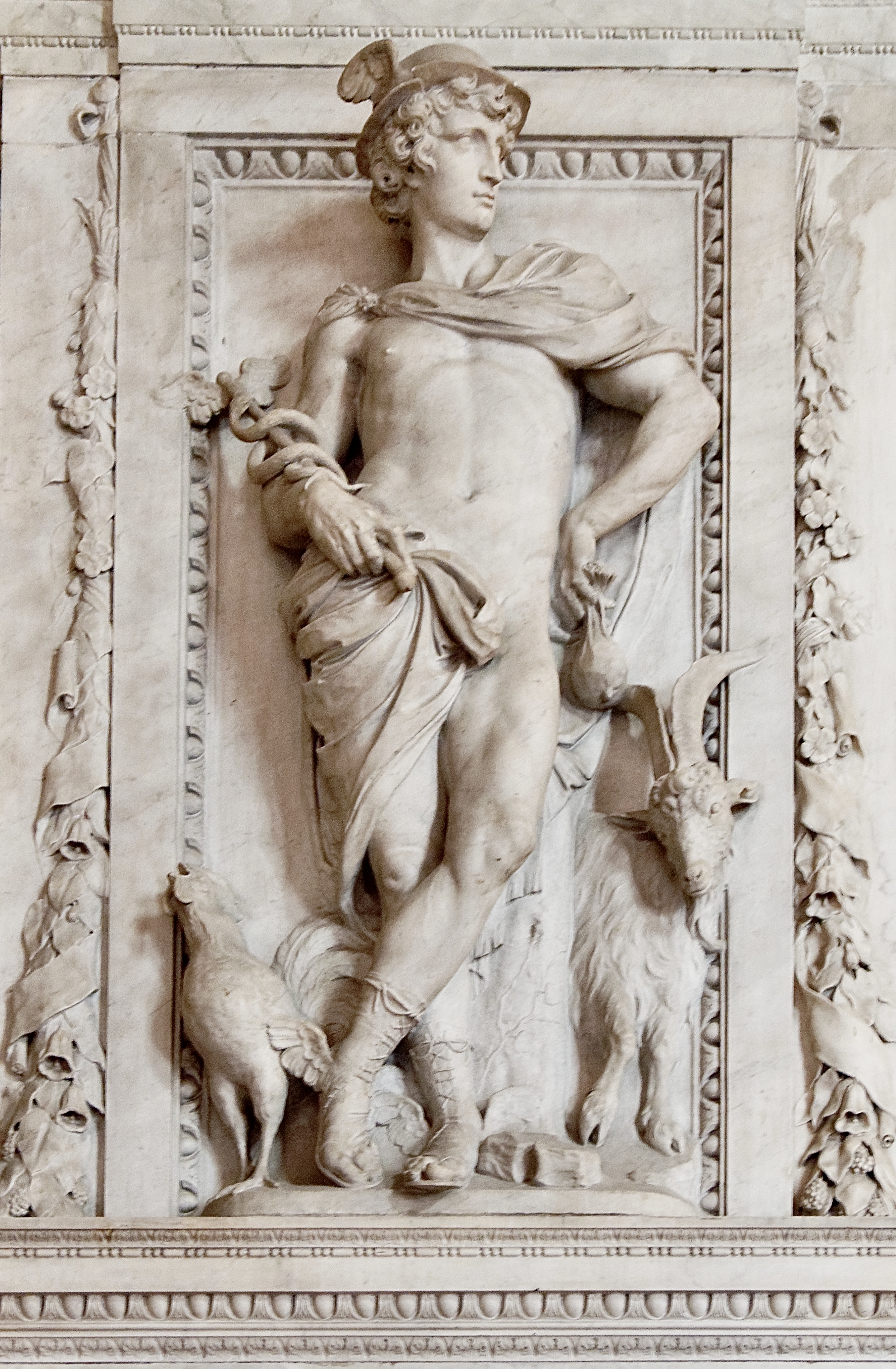
Dans cette représentation d'Artus Quellinus, Mercure porte les attributs les plus caractéristiques d'Hermès : le pétase (chapeau rond) ailé, le caducée, les sandales ailées et la bourse d'argent.

### Dieux grecs
Les dieux grecs suivants sont considérés comme équivalents :
- Grec - Romain - Fonction simplifiée (pour plus de détails suivre le lien)
- Zeus - Jupiter - Dieu du ciel
- Héra - Junon - Reine du ciel (en)
- Poséidon - Neptune - Dieu de la mer
- Hadès - Pluton : Dieu des enfers
- Déméter - Cérès - Déesse de la fertilité
- Athéna - Minerve - Déesse de la sagesse
- Artémis - Diane - Déesse de la chasse
- Arès - Mars - Dieu de la guerre
- Aphrodite - Vénus - Déesse de l'amour
- Héphaïstos - Vulcain - Dieu forgeron
- Hermès - Mercure - Messager des dieux
- Hestia - Vesta - Déesse du foyer
- Dionysos - Bacchus - Dieu de l'ivresse et vin

### Dieux égyptiens
Un exemple cité par Hérodote est l'assimilation des dieux égyptiens aux dieux grecs. Il cite respectivement :
- Amon comme Zeus ;
- Osiris comme  Dionysos[4]
- Ptah comme Héphaïstos.

Le cas du dieu Sarapis est un peu différent. Il est soumis à une interpretatio graeca au IVe siècle av. J.-C. (en devenant Hadès) avant d'être assimilé par le panthéon romain en revenant à son nom d'origine, Sarapis.

### Dieux celtes
Concernant les dieux celtes, l'interpretatio romana est à peu près l'une des seules sources écrites contemporaines que l'on ait.
Dans le livre VI des Commentaires sur la Guerre des Gaules, Jules César cite les dieux des Gaulois, mais faute de pouvoir donner leurs noms celtiques, il les affuble de théonymes romains équivalents et en fait une description approximative et déformée par l’interpretatio romana : 
« Le dieu qu'ils honorent le plus est Mercure. Il a un grand nombre de statues ; ils le regardent comme l'inventeur de tous les arts, comme le guide des voyageurs, et comme présidant à toutes sortes de gains et de commerce. Après lui ils adorent Apollon, Mars, Jupiter et Minerve. Ils ont de ces divinités à peu près la même idée que les autres nations. Apollon guérit les maladies, Minerve enseigne les éléments de l'industrie et des arts ; Jupiter tient l'empire du ciel, Mars celui de la guerre ; c'est à lui, quand ils ont résolu de combattre, qu'ils font vœu d'ordinaire de consacrer les dépouilles de l'ennemi. »
— Jules César, Commentaires sur la Guerre des Gaules, livre VI, 17.
On voit ici que Jules César ne mentionne pas les noms équivalents. Ceux-là sont déduits des inscriptions archéologiques. Mais comme ces inscriptions sont parfois contradictoires, les historiens ne sont pas toujours d'accord sur le nom des dieux gaulois associés. Généralement on estime qu'Apollon est le dieu Lugh, Mars est le plus souvent assimilé à Taranis, Jupiter à Esus et Minerve à une déesse féminine, une terra mater, parfois considérée comme unique déesse des celtes.
Un autre témoignage, de Lucien de Samosate, identifie le dieu celte Ogmios au demi-dieu romain Héraclès.

### Dieux germaniques
Tacite rapporte que dans la vallée sacrée de Nahanarvali un prêtre habillé en femme préside la cérémonie, ils y vénèrent des dieux qui, en termes romains, (interpretatio romana), sont Castor et Pollux. Leur nom est Alken. Il mentionne qu'il n'y a aucune représentation, mais qu'ils sont vénérés comme deux frères ou deux jeunes hommes. 
Un peu plus loin, il identifie le principal dieu des Germains à Mercure. On en conclut que c'est probablement Odin. De la même façon, on identifie Mars dieu de la guerre à Tyr et Hercule à Thor à cause de sa force.
En analysant les jours de la semaine, on peut aussi voir une interprétation comme Luna étant Máni, Vénus étant Freyja et, cette fois-ci, Thor étant Jupiter comme dieu de la foudre.
Dans une homélie appelée De falsis deis, Wulfstan II, archevêque d'York, assimile encore au XIe siècle Jupiter à Thor et Mercure à Odin.
« 
Maintenant les Danois disent dans leur hérésie que Jupiter, appelé Thor, est fils de Mercure, appelé Odin. Mais ils n'ont pas raison. Car l'on peut lire dans les livres, aussi bien chrétiens que païens, que Jupiter est le fils de Saturne.  »
— De falsis diis (en), L52 à L62.
L'exemple de Thor indique les limites de l'utilisation de Interpretatio romana pour avoir des renseignements précis sur des dieux barbares.

## Difficultés posées par ces équivalences
Georges Dumézil note que si certains lettrés anciens ont exprimé des doutes sur la justesse de ces équivalences, en général, dans l'Antiquité, ces scrupules étaient vite levés. Chez les divinités romaines, le fait d'adopter la mythologie de la divinité grecque a pu avoir pour résultat de cacher ou de modifier la nature première du dieu latin. Parfois, « à partir d'une correspondance partielle, l'identification déroulait ses conséquences au prix de corrections et d'innovations en chaîne ».
Ainsi, par exemple de Junon qui, originellement, n'a pas toujours été vue comme l'épouse de Jupiter. Le couple formé de Jupiter et de Junon n'a été créé que par la suite selon l'image du couple souverain du panthéon grec ; ce qui a fait de Junon, sous l'influence d'Héra, une déesse du mariage. Ainsi, également de Vulcain, ancien Feu divin de Rome, qui, pour le bien ou pour le mal, dévore et détruit, ce qui le rend utile et dangereux à la fois. S'il est originellement relié à la guerre, en revanche, il ne doit sa fonction de forgeron qu'à son identification à Héphaïstos. L'interpretatio romana a fait de lui le dieu des forgerons, des métaux et de toutes les matières qui brûlent.